# ケミカルプロセス
ケミカルプロセス（en:chemical process）の用語は、科学的な意味では1つまたは複数の化学物質または化合物を何らかの形で変更する方法または手段。そうした化学のプロセスはそれ自体で起こることも、外力によって引き起こされることもあり、ある種の化学反応を伴う。これを 「エンジニアリング 」のセンス、化学プロセス手法での製造課程を （参照又は工業規模工業プロセスを類似または関連する技術を利用して、化学物質の組成物又は材料（複数可）を変更して）化学プラントや化学工業で利用している。

## 化学分野として
この定義は化学のプロセスとは何かなどや、そうでないものとを常に明確に言いえているという意味においては正確ではなく、あくまで実用的な定義であり、さらにこの定義のバリエーションにも大きな重複が生じている。
定義の不正確さのため化学者および他の科学者は一般的な意味または工学的な意味でのみ用語「ケミカルプロセス」が使われ、特に工学分野では「プロセスプラント」の意味で「ケミカルプロセス」という用語が広く使用されている。

## 工学分野として
この記事の残りの部分では、エンジニアリングの種類におけるケミカルプロセスについて説明する。
このタイプの化学プロセスは時々1つのステップしか含まないかもしれないが、しばしば単位操作と呼ばれる複数のステップがある。プラントでは各ユニット操作は通常ユニットと呼ばれる個々の船舶またはプラントのセクションで行われる。多くの場合１つまたは複数の化学反応が関与するが、混合プロセスまたは分離プロセスなど、化学（または材料）組成を変える他方法を利用できる。このときプロセス工程は流動材料または流動材料の流れに沿って時間的に連続していても空間的に連続していてもよい。石油生産プラントを参照。所与の量の供給（入力）材料または製品（出力）材料について、経験的データおよび材料収支計算からプロセスの重要なステップで材料の予想量を決定できる。これらの量は（そのような生成方法を進めるために建設された）特定のケミカルプラントの所望の能力を調整または運転に適するように増減することができる。複数の化学プラントが同じ化学プロセスを使用することもあるが、各プラントはおそらく異なる規模の処理能力で使い分けられている。蒸留や結晶化などの化学プロセスは、エジプトの アレクサンドリアの 錬金術に由来する。
化学プロセスは、一般にブロック図として、またはより詳細にはプロセスフロー図として示すことができる。ブロックフロー図では、ユニットをブロックとして示し、それらの間を流れるストリームを矢印付きの接続線として示し、流れの方向を示している。
化学薬品を製造する化学プラントに加えて、同様の技術および設備を有する化学プロセスは石油精製他の精製、天然ガス処理 ポリマーおよび製薬の製造、食品処理ならびに水および廃水処理においても利用されている。

### 化学プロセスにおける単位処理
単位処理は化学工学における基本処理で、単位操作と共にそれはさまざまな化学工業の主要な原則を形作る。それぞれのジャンルの単位処理は、それぞれのジャンルの単位操作が同じ物理法則に従うのと同じ化学法則に従っている。
化学工学単位処理は、以下の重要プロセスで構成されている。
- 酸化還元反応
- 水素化
- 脱水素化
- 加水分解
- 水和反応
- 脱水反応
- ハロゲン化
- 硝化作用
- スルホン化
- アンモニア化
- アルカリ核融合
- アルキル化
- エステル化
- 重合反応
- 縮合重合
- 助触媒

## プロセス化学の学術研究機関
- リーズ大学プロセス研究開発センター